# Famille Mitterrand
La famille Mitterrand désigne ici la famille et l'ascendance de François Mitterrand (1916-1996), président de la République française de 1981 à 1995.

## Origine et signification du patronyme Mitterrand
D'après François Mitterrand lui-même, la légende familiale raconte poétiquement que « Mitterrand » est un patronyme provenant du berrichon qui signifie « milieu des terres », mais que le patronyme Mitterrand dériverait en réalité de mitier, qui désignait en français médiéval une sorte de mesure de grains. Un mitterrand aurait ainsi désigné un mesureur, quelqu'un chargé de faire des mesures. Le mot mitier (et donc Mitterand selon cette hypothèse) se rattache à la racine indo-européenne *mēti- : « mesure, combinaison mentale », qui se retrouve dans les mots grecs mêtis, « prudence, ruse », metron, « mesure » (qui a donné mètre en français), et dans les mots latins metiri : « mesurer », mensura : « mesure », immensus : « non mesurable, immense ».
Il a également été évoqué la possibilité que le nom de famille provienne de métayer, via mi-terre, soit « celui qui travaille la terre à mi-fruit ». On peut noter l’existence des variantes orthographiques Miteran, Miterrand, et Mitterand, tout comme le hameau de Mitterand à Allogny dans le Cher.
Ce nom de famille est assez rare, présent dans seulement une vingtaine de communes en France. Il semble être surtout porté dans le Cher, le berceau semble être la commune de Vignoux-sous-les-Aix. Cette affirmation semble toutefois, après dépouillement intégral des registres d'état-civil de Vignoux-sous-les-Aix, être une affirmation très approximative basée sur des actes de mariages non filiatifs. La quantité de Mitterrand vivant à Vignoux et sur les paroisses avoisinantes aux XVIe et XVIIe siècles ne permet pas, à ce jour, d'établir un lien formel entre les ancêtres de François Mitterrand (Mathurin Mitterrand × Marie Rouzeau rencontrés à Bourges) et les Mitterrand de Vignoux.

## Principaux membres de la famille Mitterrand et apparentés
- Joseph Mitterrand (1873-1946), ingénieur à la Compagnie des chemins de fer Paris-Orléans, industriel vinaigrier, président de la fédération nationale des syndicats de fabricants de vinaigre. Il épouse Marie Gabrielle Yvonne Lorrain (1880-1936), originaire de Jarnac.
  - Colette Mitterrand (1914-2004) épouse Pierre Landry.
    - Brigitte Landry (1936-2009) épouse Paul Lambert.
      - Jérôme Lambert (1957), homme politique, député de la Charente.

  - Robert Mitterrand (1915-2002), ingénieur polytechnicien, commandeur de la Légion d'honneur.
    - Olivier Mitterrand (1943), ingénieur polytechnicien, président de l'IFRAP, fondateur de la société « Les Nouveaux Constructeurs » (promoteur immobilier), commandeur de la Légion d'honneur.
      - Marie Mitterrand (1968), productrice et auteur de films documentaires au sein de CasaDei Productions.

    - Frédéric Mitterrand (1947-2024), acteur, scénariste, animateur de télévision, écrivain, producteur, réalisateur de films et de documentaires, ministre de la Culture et de la Communication de 2009 à 2012, officier de la Légion d'honneur.

  - François Mitterrand  (1916-1996), 21e président de la République française, grand-croix de la Légion d'honneur, son épouse Danielle Mitterrand (née Gouze) (1924-2011), créatrice et présidente de la fondation France Libertés - Fondation Danielle-Mitterrand ; et sa maîtresse Anne Pingeot (1943), historienne de l'art, conservateur honoraire au musée d'Orsay.
    - Jean-Christophe Mitterrand (1946), journaliste, consultant international, homme d'affaires.
    - Gilbert Mitterrand (1949), homme politique, ancien député de la Gironde et maire de Libourne, chevalier de la Légion d'honneur.
    - Mazarine Pingeot (1974), écrivain, professeur-agrégée de philosophie, chroniqueuse de presse, administratrice de l'Institut François-Mitterrand, fille d'Anne Pingeot; épouse Mohamed Ulad-Mohand, réalisateur et producteur de cinéma (dont trois enfants), puis épouse Didier Le Bret, ambassadeur de France[6].

  - Jacques Mitterrand (1918-2009), général d'armée aérienne et inspecteur général de l'armée de l'air, administrateur de sociétés, grand-croix de la Légion d'honneur.

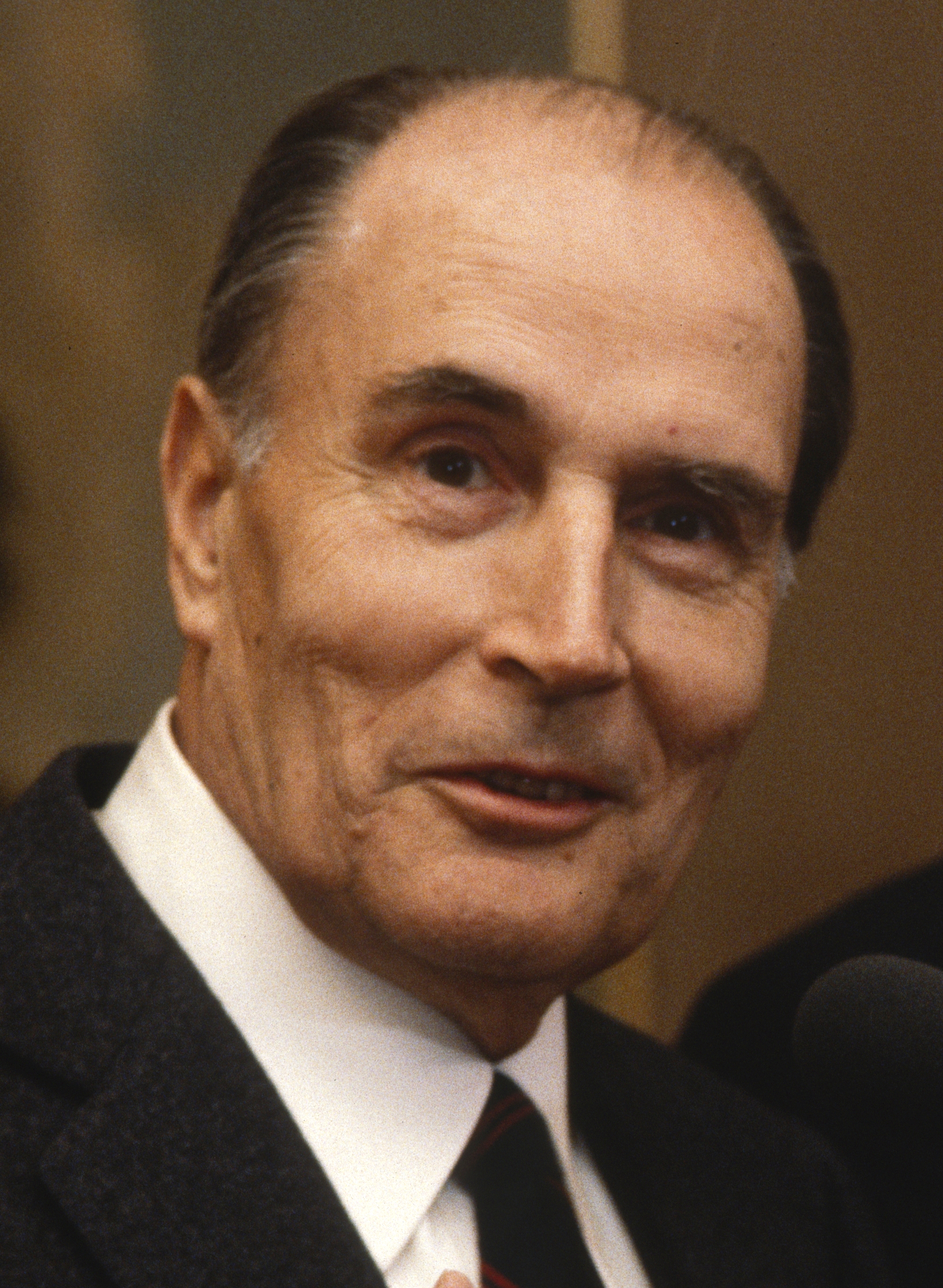
François Mitterrand  (1916-1996)
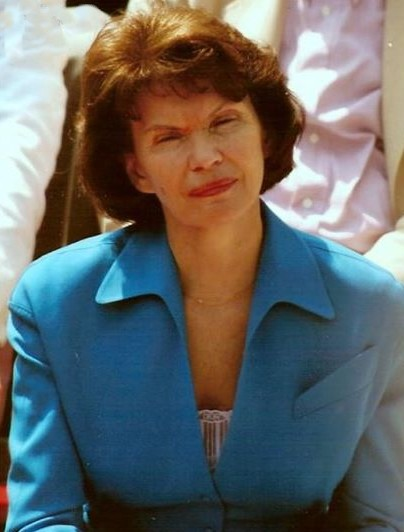
Danielle Mitterrand, née Gouze (1924-2011)
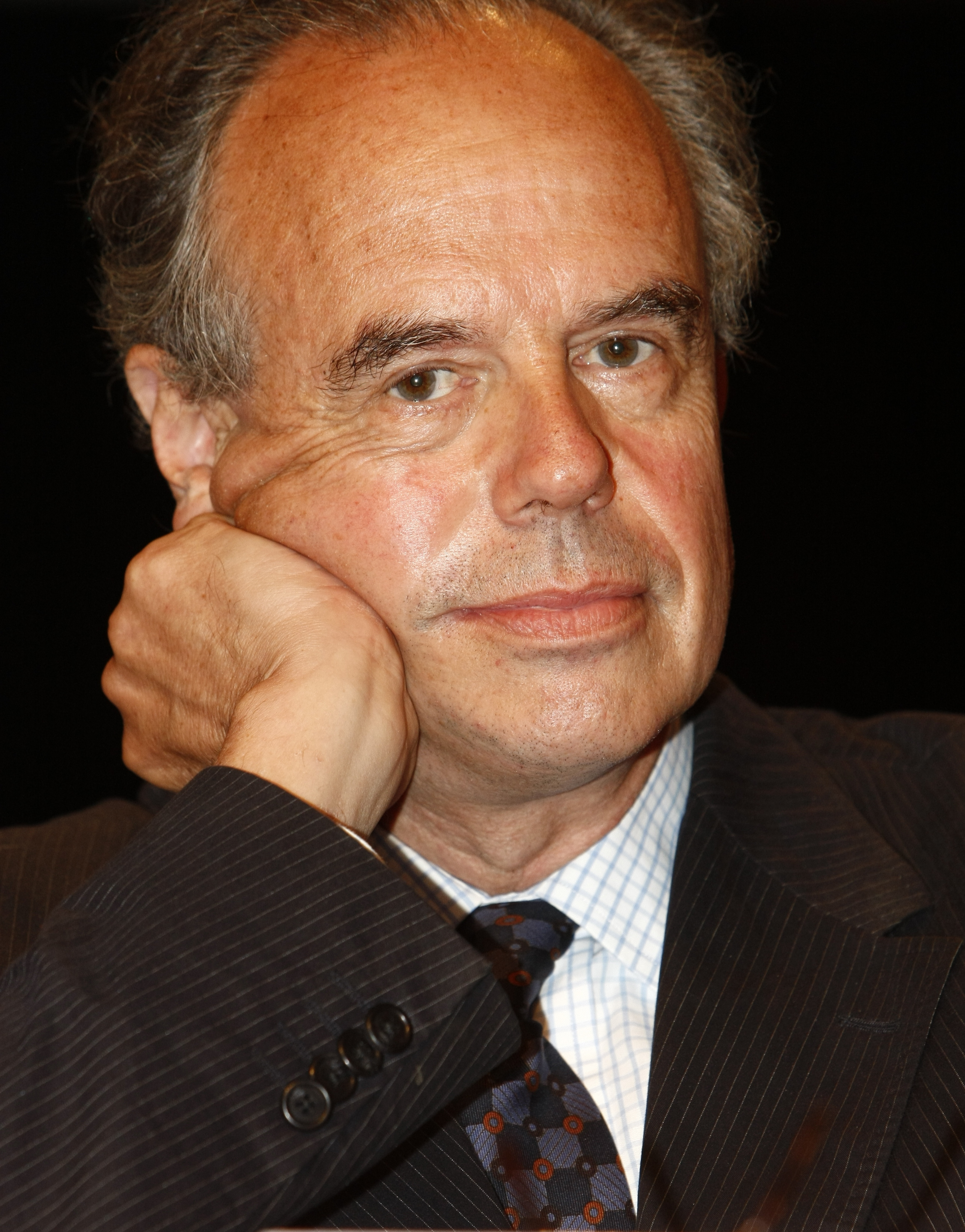
Frédéric Mitterrand (1947-2024)
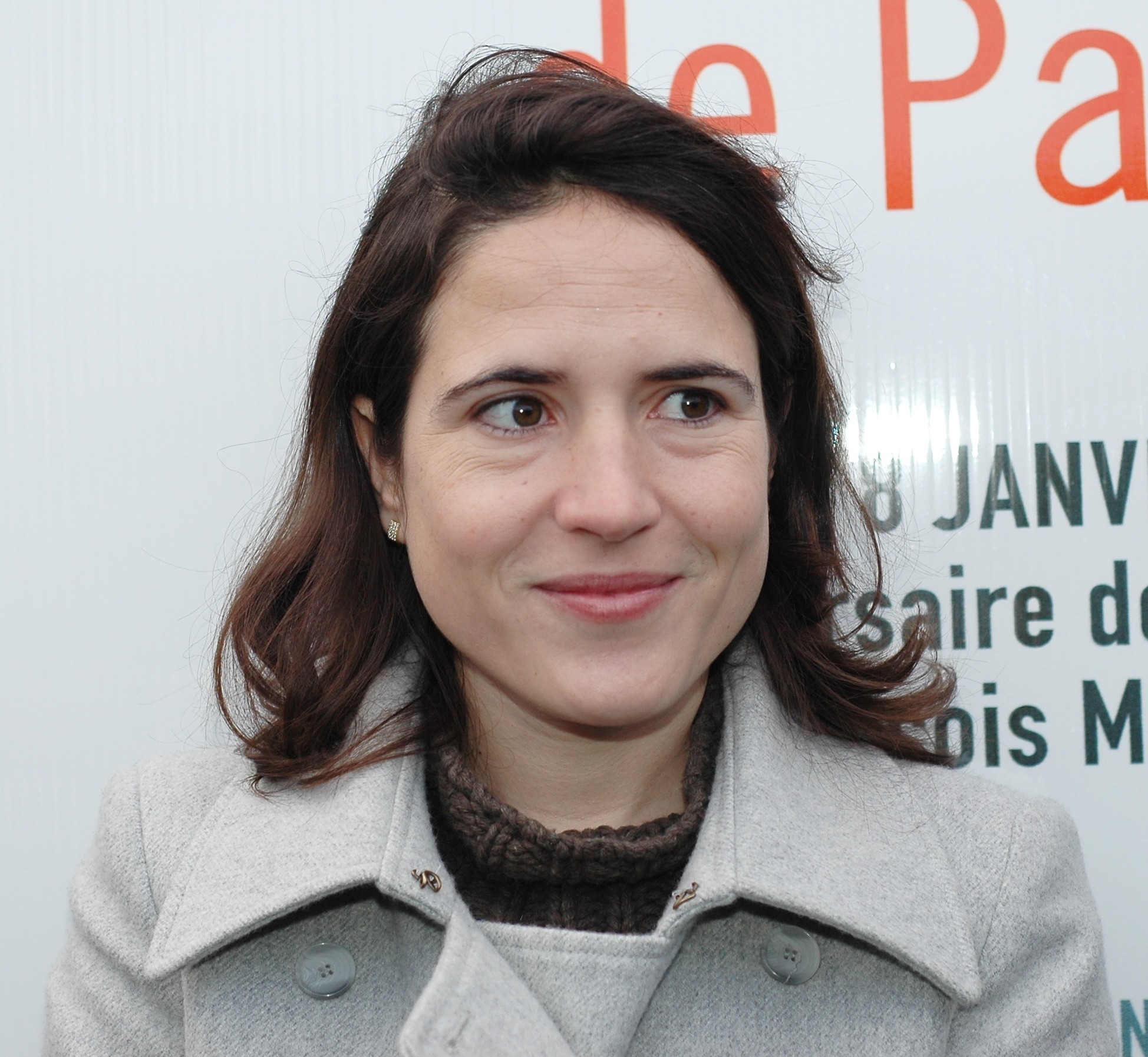
Mazarine Pingeot, épouse Le Bret (1974)
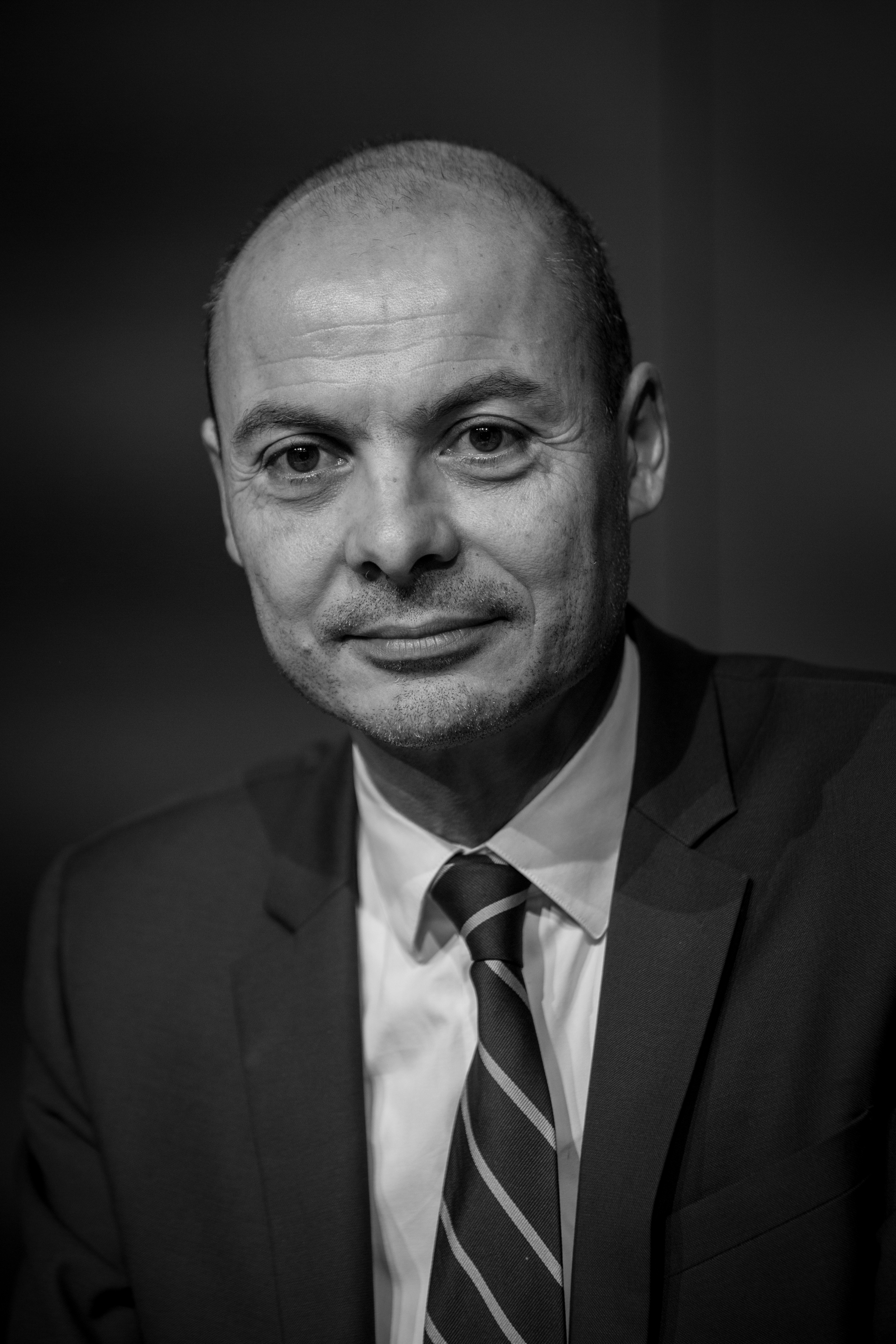
Didier Le Bret (1963)